# Изеньтемир
Изеньтемир (каз. Өзентемір) — болото в Костанайском районе Костанайской области Казахстана. Находится в 6 км к западу от села Ломоносовка.
По данным топографической съёмки 1944 года являлось озером. Площадь поверхности составляет 2,59 км². Наибольшая длина болота — 2,2 км, наибольшая ширина — 1,5 км. Длина береговой линии составляет 6,3 км, развитие береговой линии — 1,1. Болото расположено на высоте 203,4 м над уровнем моря.